# Explosionsunglück von Rübeland

Ansichtskarte der Pulverfabrik Cramer & Buchholz von ca. 1910

Das Explosionsunglück von Rübeland ereignete sich am 10. Januar 1918 in der Pulvermühle Cramer & Buchholz in Rübeland im Harz. Durch die schwere Explosion wurden 14 Beschäftigte getötet, 9 schwer und 30–40 leicht verletzt. Unter den Getöteten befand sich die Malerin Käthe Evers.

## Ablauf
Die Pulvermühle in Rübeland, Herzogtum Braunschweig, bestand seit 1866 und befand sich etwas außerhalb der Ortschaft auf dem „Hahnenkopf“, einer Anhöhe im Bodetal. Das Unternehmen Cramer & Buchholz aus Rönsahl (Eigentümer Carl August Buchholz) erwarb die Pulvermühle I. Hampe Nachfolger 1873, vergrößerte und modernisierte sie. Zum Zeitpunkt des Unglücks war Carl Emil Buchholz Eigentümer der Fabrik.
Am Nachmittag des 10. Januar kam es um 16:18 Uhr aus ungeklärten Umständen in einem Trockenraum zu einer Explosion „äußerster Heftigkeit“, die das Gebäude nebst Koksschuppen und Schornstein vollkommen zerstörte und einen Krater von einem Meter Tiefe zurückließ. Weitere Gebäude in der unmittelbaren Umgebung wurden zum Teil schwer beschädigt.

## Opfer

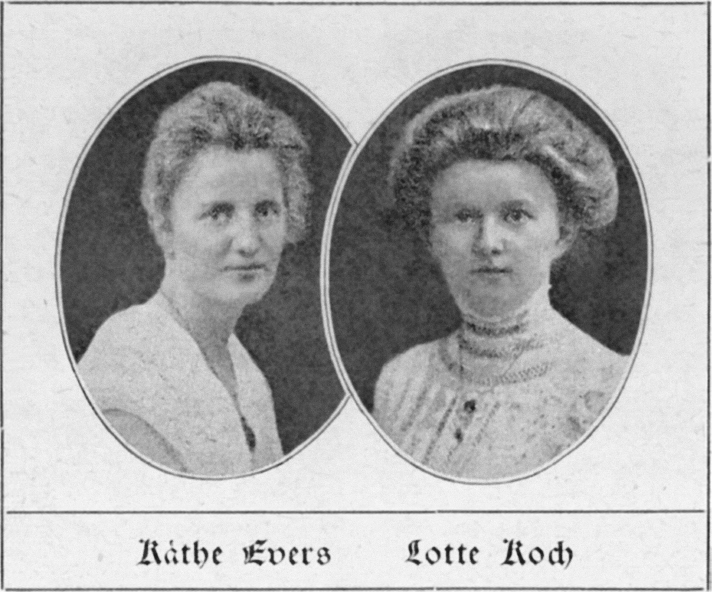
Zwei der Getöteten: Käthe Evers und (Char)Lotte Koch

Am Tag darauf wurde der Unglücksort offiziell inspiziert und durch den Kreisdirektor aus Blankenburg ein mehrseitiger Bericht für das Herzogliche Staatsministerium in Braunschweig mit Datum 12. Januar 1918 angefertigt.
Der Bericht enthält folgende Informationen über die Opfer: Es wurden 15 Personen getötet (später auf 14 korrigiert), zwei Männer und zwölf Frauen. Mit Namen, Geburtsdatum und familiärem Hintergrund erwähnt werden die aus Braunschweig stammende Käthe Evers und die aus Völkenrode bei Braunschweig stammende Charlotte Koch.
Die Explosion war so heftig, dass der Bericht feststellte:

„Von den tödlich verunglückten Personen haben bislang nur einzelne Teile gefunden werden können. Ob sich mit Sicherheit feststellen läßt, wem diese Teile gehören, muß bezweifelt werden, da sie stark verstümmelt und außerdem stark angeschwärzt sind. Die sämtlichen tödlich verunglückten Personen werden im Trockenraume selbst oder unmittelbar davor beschäftigt gewesen sein.“

Die weitere Suche nach sterblichen Überresten wurde ab dem 11. Januar durch starken Schneefall sehr erschwert bzw. unmöglich gemacht.
Ein Augenzeuge berichtete:

„Von den Leichen konnten nur vier beerdigt werden, die übrigen – so drückt sich der Arbeiter aus – waren in Atome aufgelöst und nicht aufzufinden.“

Auf dem Friedhof von Rübeland erinnert eine Gedenktafel an einige der 14 Getöteten, darunter:
- Marie Anderfuhr geb. Fehsecke (* 1885) aus Elbingerode, 32 Jahre
- Käthe Evers (* 1893) aus Braunschweig, 24 Jahre
- Hermann Fehsecke (* 1882) aus Elbingerode, 35 Jahre
- Heinrich Heindorf (* 1872) aus Rübeland, 45 Jahre[4][Anm. 1]
- Charlotte Koch (* 1881) aus Völkenrode, 36 Jahre[6][Anm. 2]
- Hermine Müller (* 1889) aus Rübeland, 28 Jahre
- Anna Querfuhrt geb. Fehsecke (* 1883) aus Elbingerode, 34 Jahre
- Frida Schneider (* 1901) aus Rübeland, 16 Jahre

Ernst August, Herzog von Braunschweig-Lüneburg, hielt sich zum Zeitpunkt der Explosion zusammen mit seiner Frau Viktoria Luise nur 12 km vom Unglücksort entfernt im herzoglichen Jagdschloss Windenhütte in Altenbrak auf. Das Herzogspaar besuchte am Folgetag die Unglücksstätte und überreichte anschließend Geldgeschenke an drei vom Unglück besonders betroffene Familien.

## Zeitgenössische Berichterstattung
Der Kreisdirektor von Blankenburg und das Generalkommando des Heeres in Hannover untersagten den örtlichen Zeitungen, detailliertere Berichte über das Unglück zu veröffentlichen. Sie durften lediglich ein kurze, vom Kreisdirektor vorformulierte Meldung bringen.
Einige Zeit später erschien ein etwas längerer Bericht mit dem Titel Braunschweiger Frauen in der Munitionsarbeit in der in Braunschweig erschienen Propaganda-Zeitschrift Die Braunschweiger im Weltkriege 1914–1918. Vaterländisches Kriegsgedenkbuch im Auftrage des Landesvereins für Heimatschutz im Herzogtum Braunschweig, in dem die Arbeit von Frauen in Rüstungsunternehmen idealisiert geschildert und der Tod von Käthe Evers und Charlotte Koch zum „Heldentod“ an der Heimatfront stilisiert wurden.